# روبي ليبراندت
روبي ليبراندت (بالإنجليزية: Robey Leibbrandt) (25 يناير 1913 – 1 أغسطس 1966) هو ملاكم جنوب أفريقي راحل، مثّل بلاده في الألعاب الأولمبية الصيفية 1936.

## روابط خارجية
روبي ليبراندت على موقع أوليمبيديا (الإنجليزية)